# Vilmos
Vilmos [ˈvilmoʃ] ist ein männlicher Vorname und die ungarische Variante des Vornamens Wilhelm.

## Bekannte Namensträger
- Vilmos Aba-Novák (1894–1941), ungarischer Maler
- Vilmos Ágel (* 1959), ungarischer Germanist und Sprachwissenschaftler
- Vilmos Apor (1892–1945), ungarischer römisch-katholischer Bischof und Seliger
- Vilmos Balog (* 1975), ungarischer Boxer
- Vilmos Batthyány (1870–1923), ungarischer römisch-katholischer Geistlicher, Magnat und Graf von Batthyány de Németújvár, sowie Bischof von Nitra
- Vilmos Diószegi (1923–1972), ungarischer Ethnologe und Orientalist
- Vilmos Fényes (1891–nach 1926), ungarischer Kameramann
- Vilmos Földes (* 1984), ungarischer Poolbillardspieler
- Vilmos Fraknói (1843–1924), ungarischer Historiker und römisch-katholischer Geistlicher
- Vilmos Galló (* 1996), ungarischer Eishockeyspieler
- Vilmos Goldzieher (1849–1916), österreichisch-ungarischer Augenarzt
- Vilmos Gyimes (1894–1977), ungarischer Schauspieler, Regisseur und Theatermacher
- Vilmos Győry (1838–1885), ungarischer Schriftsteller und Übersetzer
- Vilmos Huszár (1884–1960), ungarischer Maler und Grafiker
- Vilmos Jávori (1945–2007), ungarischer Jazzmusiker (Schlagzeug)
- Vilmos Kertész (1890–1962), ungarischer Fußballspieler und -trainer
- Vilmos Kohut (1906–1986), ungarischer Fußballspieler
- Vilmos Komornik (1923–2002), ungarischer Generalmajor
- Vilmos Kondor (* 1954), ungarischer Schriftsteller
- Vilmos Korn (1899–1970), deutsch-tschechischer Schriftsteller, Ehemann von Ilse Korn
- Vilmos Krén (* 1937), deutscher Landschaftsarchitekt ungarischer Herkunft
- Vilmos Leipziger (1840–1913), preußischer Großindustrieller
- Vilmos Migazzi (1830–1896) war ein ungarischer Politiker, Obergespan und Großgrundbesitzer
- Vilmos Milano (1913–1995), deutsch-ungarischer Kraftakrobat und Zirkusdirektor
- Vilmos Nagy (1884–1976), ungarischer General, Verteidigungsminister und Schriftsteller
- Vilmos Rácz (1889–1976), ungarischer Sprinter
- Vilmos Schulek (1843–1905), ungarischer Mediziner und Hochschullehrer
- Vilmos Sebők (* 1973), ungarischer Fußballspieler und -trainer
- Vilmos Tátrai (1912–1999), ungarischer Geiger, Dirigent und Musikpädagoge
- Vilmos Pál Tomcsányi (1880–1959), ungarischer Jurist, Politiker und Minister
- Vilmos Totik (* 1954), ungarischer Mathematiker
- Vilmos Tóth (1832–1898), ungarischer Politiker, Innenminister und Präsident des Magnatenhauses
- Vilmos Vanczák (* 1983), ungarischer Fußballspieler
- Vilmos Varjú (1937–1994), ungarischer Leichtathlet
- Vilmos Zsigmond (1930–2016), ungarisch-US-amerikanischer Kameramann
- Vilmos Zsolnay (1828–1900), ungarischer Keramikkünstler und Großindustrieller